# (12383) Eboshi
(12383) Eboshi est un astéroïde de la ceinture principale.

## Description
(12383) Eboshi est un astéroïde de la ceinture principale. Il fut découvert le 2 octobre 1994 à Kitami par Kin Endate et Kazuro Watanabe. Il présente une orbite caractérisée par un demi-grand axe de 3,08 UA, une excentricité de 0,13 et une inclinaison de 8,3° par rapport à l'écliptique.

## Compléments